# ایلونا کوشمیرسکا
ایلونا کوشمیرسکا (لهستانی: Ilona Kuśmierska؛ زادهٔ ۱۶ ژوئن ۱۹۴۸–۱۸ سپتامبر ۲۰۲۲) بازیگر، صداپیشه و مدیر دوبلاژ اهل لهستان بود.
از فیلم‌ها یا مجموعه‌های تلویزیونی که وی در آن‌ها نقش داشته‌است، می‌توان به بولک و لولک، لنین در لهستان و روزها و شب‌ها اشاره نمود.